# Danny McBride (attore)
Daniel Richard McBride (Statesboro, 29 dicembre 1976) è un attore, sceneggiatore e produttore cinematografico statunitense.

## Biografia
Nato a Statesboro, in Georgia, e cresciuto a Fredericksburg, in Virginia, da padre statunitense di origini irlandesi e da madre statunitense di origine ebraica, McBride ha studiato alla University of North Carolina School of the Arts a Winston-Salem. Durante gli anni degli studi diventa membro di un gruppo di giovani e promettenti cineasti, tra cui David Gordon Green con il quale lavora come aiuto registi del film George Washington e successivamente come interprete di All the Real Girls, che segna il suo debutto cinematografico.
Alcuni anni dopo, assieme agli amici Jody Hill e Ben Best, scrive la sceneggiatura della commedia The Foot Fist Way, di cui McBride è il protagonista. McBride riprende il ruolo del deluso insegnante di arti marziali Fred Simmons di The Foot Fist Way al Late Night with Conan O'Brien, grazie al quale ottiene più visibilità nei confronti del pubblico e la stima di colleghi già affermati, come Will Ferrell, Ben Stiller e Seth Rogen, che lo aiutano ad ottenere ruoli in diverse commedie di successo.
McBride appare, non da protagonista, nelle commedie Su×bad - Tre menti sopra il pelo, Drillbit Taylor - Bodyguard in saldo, Lo spaccacuori, Fanboys, Strafumati, e Tropic Thunder. Nel 2009, assieme agli amici e collaboratori Jody Hill e Ben Best, crea per la HBO la sit-com Eastbound & Down, di cui è interprete nel ruolo dell'ex giocatore di baseball Kenny Powers. Dopo aver recitato al fianco di Will Ferrell in Land of the Lost e a George Clooney in Tra le nuvole, scrive, produce ed interpreta la commedia Sua Maestà, diretta dall'amico David Gordon Green. Nel 2011 è apparso come un antagonista in 30 Minutes or Less.

## Vita privata
Dopo 9 anni di fidanzamento, ha sposato Gia Ruiz il 15 ottobre 2010; hanno avuto un maschio e una femmina.

## Filmografia

### Attore

#### Cinema
- All the Real Girls, regia di David Gordon Green (2003)
- The Foot Fist Way, regia di Jody Hill (2006)
- Hot Rod - Uno svitato in moto (Hot Rod), regia di Akiva Schaffer (2007)
- Su×bad - Tre menti sopra il pelo (Superbad), regia di Greg Mottola (2007)
- Lo spaccacuori (The Heartbreak Kid), regia di Peter e Bobby Farrelly (2007)
- Drillbit Taylor - Bodyguard in saldo (Drillbit Taylor), regia di Steven Brill (2008)
- Strafumati (Pineapple Express), regia di David Gordon Green (2008)
- Tropic Thunder, regia di Ben Stiller (2008)
- Fanboys, regia di Kyle Newman (2009)
- Observe and Report, regia di Jody Hill (2009)
- Land of the Lost, regia di Brad Silberling (2009)
- Tra le nuvole (Up in the Air), regia di Jason Reitman (2009)
- Parto col folle (Due Date), regia di Todd Phillips (2010)
- Paul, regia di Greg Mottola (2011)
- Sua Maestà (Your Highness), regia di David Gordon Green (2011)
- 30 Minutes or Less, regia di Ruben Fleischer (2011)
- Facciamola finita (This Is the End), regia di Evan Goldberg e Seth Rogen (2013)
- As I Lay Dying, regia di James Franco (2013)
- The Sound and the Fury, regia di James Franco (2014)
- Don Verdean, regia di Jared Hess (2015)
- Sotto il cielo delle Hawaii (Aloha), regia di Cameron Crowe (2015)
- Rock the Kasbah, regia di Barry Levinson (2015)
- In Dubious Battle - Il coraggio degli ultimi (In Dubious Battle), regia di James Franco (2016)
- The Disaster Artist, regia di James Franco (2017) – cameo
- Alien: Covenant, regia di Ridley Scott (2017)
- A caccia con papà (The Legacy of a Whitetail Deer Hunter), regia di Jody Hill (2018)
- Zeroville, regia di James Franco (2019)

#### Televisione
- Eastbound & Down – serie TV, 29 episodi (2009-2013)
- Le idee esplosive di Nathan Flomm (Clear History), regia di Greg Mottola – film TV (2013)
- Vice Principals – serie TV, 18 episodi (2016-2017)
- The Righteous Gemstones – serie TV, 16 episodi (2019-in corso)

### Doppiatore
- Cattivissimo me (Despicable Me), regia di Pierre Coffin, Chris Renaud e Sergio Pablos (2010)
- Kung Fu Panda 2 (Kung Fu Panda 2), regia di Jennifer Yuh (2011)
- Good Vibes, serie TV, 12 episodi (2011)
- Hell and Back, regia di Tom Gianas e Ross Shuman (2015)
- Angry Birds - Il film (The Angry Birds Movie), regia di Clay Kaytis e Fergal Reilly (2016)
- Sausage Party - Vita segreta di una salsiccia (Sausage Party), regia di Greg Tiernan e Conrad Vernon (2016)
- Angry Birds 2 - Nemici amici per sempre (The Angry Birds Movie 2), regia di Thurop Van Orman e John Rice (2019)
- I Mitchell contro le macchine (The Mitchells vs the Machines), regia di Mike Rianda e Jeff Rowe (2021)

### Sceneggiatore
- The Foot Fist Way, regia di Jody Hill (2006)
- Eastbound & Down – serie TV, 29 episodi (2009-2013)
- Sua Maestà (Your Highness), regia di David Gordon Green (2011)
- Masterminds - I geni della truffa (Masterminds), regia di Jared Hess (2016)
- Vice Principals – serie TV, 18 episodi (2016-2017)
- A caccia con papà (The Legacy of a Whitetail Deer Hunter), regia di Jody Hill (2018)
- Halloween, regia di David Gordon Green (2018)
- The Righteous Gemstones – serie TV, 9 episodi (2019-in corso)
- Halloween Kills, regia di David Gordon Green (2021)
- Halloween Ends, regia di David Gordon Green (2022)

### Produttore
- L'esorcista - Il credente (The Exorcist: Believer), regia di David Gordon Green (2023)

## Doppiatori italiani
- Roberto Draghetti in Facciamola finita, Le idee esplosive di Nathan Flomm, Vice Principals
- Riccardo Niseem Onorato in Lo spaccacuori, Land of the Lost, Sua Maestà
- Luigi Ferraro in Hot Rod - Uno svitato in moto, A caccia con papà, Zeroville
- Alberto Angrisano in Parto col folle
- Marco De Risi in Tra le nuvole
- Massimo De Ambrosis in Strafumati
- Dario Oppido in Tropic Thunder
- Gianluca Tusco in Drillbit Taylor - Bodyguard in saldo
- Paolo Marchese in Observe and Report
- Franco Mannella in Fanboys
- Vittorio De Angelis in 30 Minutes or Less
- Massimo Rossi in Sotto il cielo delle Hawaii
- Stefano Alessandroni in Rock the Kasbah
- Stefano De Sando in Alien: Covenant
- Massimo Bitossi in The Disaster Artist
- Teo Bellia in Arizona

Da doppiatore è sostituito da:
- Francesco Pannofino in Angry Birds - Il film, Angry Birds 2 - Nemici amici per sempre
- Franco Mannella in Cattivissimo me
- Stefano Mondini in Kung Fu Panda 2
- Sandro Carotti in Hell and Back
- Massimo De Ambrosis ne I Mitchell contro le Macchine